# Jane Austen
Jane Austen (Steventon, 16. prosinca 1775. – Winchester, 18. srpnja 1817.) bila je engleska spisateljica romana poznata prvenstveno po svojih šest romana koji nude interpretaciju, komentar i kritiku života zemljoposjednika s kraja 18. stoljeća. Fabule njezinih romana često istražuju ovisnost žene o nužnosti potrage za brakom radi stjecanja ekonomske sigurnosti i povoljnijeg društvenog položaja. Njezin opus kritizira sentimentalne romane popularne u drugoj polovici 18. stoljeća i dijelom je tranzicije prema književnom relizmu 19. stoljeća. Svojim osjećajem za resku ironiju, te svojim realizmom, humorom i društvenim komentarom zavrijedila je priznanje kako kritičara i stručnjaka, tako i šire publike.

## Životopis
Jane Austen rođena je 16. prosinca 1775. godine u Steventonu, kao kći Georgea (1731-1805) i Cassandre Austen (rođena Leigh, 1739-1827), u kojemu je provela veći dio života. Imala je šestero braće, a sa starijom sestrom Cassandrom bila je naročito bliska. Jane se nikad nije udavala. Jedini portret Jane Austen loše je obojana skica koju je navodno njena sestra Cassandra načinila, a nalazi se u Londonu. Njena su braća, Francis i Charles, pristupila mornarici i postala admirali. Osnovno obrazovanje Jane je dobila 1783. godine - prvo u Oxfordu pa u Southamptonu. Od 1785. do 1786. polazila je Školu za djevojke u Readingu. Stekla je šire obrazovanje od tada uobičajenoga za djevojke te se već rano posvetila pisanju, a prva priča objavljena joj je već 1789. 
.
Janein život bio je relativno dosadan, bez posebno značajnih zbivanja. Godine 1801. njezina obitelj preselila se u Bath, koji postaje pozornicom za brojna daljnja književna djela (iako je sama Jane, naročito u liku junakinje Anne Elliot "ustrajala u nenaklonosti prema Bathu"). Iduće godine, 1802.,  Jane je dobila bračnu ponudu od šest godina mlađeg, bogatog, ali "krupnog i nezgrapnog" čovjeka pod imenom Harris Bigg-Wither. Takav brak oslobodio bi je financijske ovisnosti i oslanjanja na vlastitu obitelj. Pod utjecajem takvih okolnosti Jane isprva pristaje, no već idući dan se predomišlja i odbija brak iz računa. Bilo je sasvim izvjesno da ga nije voljela. Nakon očeve smrti 1805., Jane, njena sestra i majka preselile su se u Southampton s bratom Francisom i njegovom obitelji. Tamo su živjeli četiri godine, a potom se sele u Chawton, gdje je brat Edward posjedovao imanje i kolibu. Ta je kuća danas otvorena za javnost.
Jane nastavlja miran život sa svojom obitelji. Godine 1816. počinju njeni zdravstveni problemi. Danas se pretpostavlja da je bolovala od Addisonove bolesti, čiji uzrok tada nije bio poznat. U bolesti su se stalno izmjenjivala dobra i loša razdoblja, no 1817. godine stanje joj se ozbiljno pogoršalo i tada je otputovala u Winchester. Tu je umrla dva mjeseca poslije, 18. srpnja 1817., a pokopana je u tamošnjoj katedrali.

## Djelo
Jane Austen je svoja književna djela izdavala anonimno zbog čega je, iako vrlo čitana, sama autorica bila isključena iz važnih literarnih krugova. Sva njezina djela ljubavni su romani, pisani pod utjecajem romantizma u engleskoj književnosti, no Jane nije bila tipični književni romantičar. Snažne emocije u njezinim romanima uglavnom donose opasnost, a mlada djevojka koja vježba suzdržanost prije će naći sreću od one koja bježi s izabranikom svoga srca. Austenina djela sličnija su onima književnika i filozofa poput Davida Humea i Johna Lockea nego djelima njenih suvremenika kao što su Lord Byron i William Wordsworth. Među Janeinim najjačim stvaralačkim inspiracijama smatraju se Samuel Johnson, William Cowper, Samuel Richardson, George Crabbe i Fanny Burney.
Njezin posmrtno objavljeni roman Opatija Northanger  satirizira gotička djela Ann Radcliffe, no Jane je najpoznatija zbog svojih djela za odrasle koja su danas poprimila oblike socijalno pronicljivih komedija manira. Ta djela, posebice Emma, često su citirana zbog savršenosti forme, a današnji kritičari pokušavaju pronaći novu prespektivu o Janeinim oštroumnim komentarima upućenima predvidljivosti neudanih profinjenih žena na početku 1800-ih. Tadašnji Zakon o nasljeđivanju omogućio je da gotovo sav obiteljski imetak odlazi u naslijeđe muškim potomcima, odnosno muškim članovima obitelji.
Djela Jane Austen vrlo su dobro primljena kod publike, a Sir Walter Scott posebno je autoricu pohvalio:
"Mlada dama ima talent za opisivanje miješanja osjećaja i ljudi iz običnog života, što je meni nešto najljepše s čime sam se ikad upoznao."
Jane Austen je zaslužila i divljenje Thomasa Babingtona Macaulaya (koji je izjavio da su njene književno-romanske kompozicije najbliže savršenstvu), Samuela Taylora Coleridgea, Roberta Southleya, Sydneya Smitha, i Edwarda FitzGeralda. Jane je bila iznimno cijenjen autor mnogo desetljeća nakon svoje smrti. Interes prema njezinim djelima ponovno je oživljen krajem 19. stoljeća. Engleski studenti 20. stoljeća uvrstili su je među najbolje engleske književnike svih vremena, uspoređujući je i s Williamom Shakespeareom. Lionel Trilling i Edward Said bili su važni Janeini kritičari.
Trilling je u eseju o Mansfield Parku napisao:
"Osoba koja je prva predstavila točno određeni moderni ljudski karakter i kulturu gdje se nalazila je Jane Austen. Nikad prije moralni život nije prikazan kakav je, nikad prije nije otkriveno da je tako kompleksan, težak i zamoran. Hegel govori o "sekularizaciji spiritizma", kao primarnu karakteristiku moderne epohe, a Jane Austen je prva koja nam govori što se pod time podrazumijeva. Ona je prva književnica koja predstavlja društvo i opću kulturu kao ulogu u moralnom životu, pojašnjavajući pojmove kao "otvorenost" i "vulgarnost" koje nijedna era prije te ne bi shvatila, i koji su toliko suptilni da se opiru korištenju, i toliko moćni da se nitko ne može oduprijeti njihovoj vladavini. Ona je prva koja je postala svjesna terora koji vlada našim moralnim svijetom, svuda prisutni anonimni sud na koji reagiramo, nužnost koju osjećamo da pokažemo čistoću našega sekularnog spiritizma, čija su mračna i dubiozna mjesta brojnija i tamnija od onih u religioznome spiritizmu, koja ispituju naš život i dovode stil u pitanje. ."
Također su se javile i negativne kritike na njezina djela. One su ponekad bile do te mjere oštre da su optuživale autoricu za neknjiževno pisanje, a spisateljica Charlotte Brontë ovako je kritizirala njen uski opus:
"Bilo što kao toplina ili entuzijazam, bilo što energično, jako, iskreno, krajnje je nepotrebno u hvaljenju ovih djela: sve takve demonstracije autorica bi primila s dobro odglumljenim podsmijehom, sve bi bilo "outré" ili ekstravagantno. Svoj posao u kojemu ocrtava život profinjenih dama u Engleskoj radi začuđujuće dobro. U crtežu postoji doza kineske vjernosti i finoće. Ona nabire čitatelja bez ičega odlučnog, uzrujava ga ni s čime dubokim. Ona ne poznaje osjećaje o kojima piše: ona odbija i partnera za razgovor s tim burnim sestrinstvom...Sve što gleda oštroumno, što govori sposobno, hoda fleksibilno, odgovara joj za proučavanja: no što udara brzo i puno, naočigled sakriveno, što krv projuro kroz to, što je neviđeno sjedalo života, što je osjećajna meta smrti -- to gospođica Austen ignorira... Jane Austen jedna je od najvećih osjećajnih žena, no vrlo nekompletna i neosjetljiva (ne neosjećajna) žena, ako se to čuje -- ne mogu si pomoći !".
Mark Twain još ju je jače kritizirao:
"Jane Austen ? Ma, ići ću toliko daleko da ću reći da je svaka knjižnica koja nema knjigu od Jane Austen dobra knjižnica, makar ne sadržavala nijednu drugu knjigu."
Janeina literarna snaga leži u ocrtavanju likova, posebno ženskih, delikatnim i nježnim potezima koji proizlaze iz prirodnih i svakodnevnih incidenata između srednje i više klase. Njezini likovi, naoko obični, ispunjeni su čvrstoćom i preciznošću. Tako nastoje održati svoju individualnost kroz cijelu radnju, no često su neobojani njezinom vlastitom osobnošću. Spisateljičin pogled na život izgleda dobar, s malim dodatkom nježne, ali oštroumne ironije.
Suvremeni čitatelj svijet koji autorica opisuje, u kojemu je glavni ljudski cilj avanturistička udaja, može smatrati neliberalnim i nemirnim. No, u Janeino su doba opcije bile limitirane te su se i žene i muškarci vjenčavali zbog financijskih razloga. Ženski autori onoga vremena pisali su u okviru uskog opusa romance. Dio Janeine prominentne reputacije leži u tome što ona dobro integrira poglede na ljudsko stanje uz uvjerljivu ljubavnu priču. Veliki dio tenzija u njenim romanima proizlazi iz balansiranja financijskih potreba naspram drugih problema - ljubavi, prijateljstva i morala.

#### Romani
- Razum i osjećaji (izdana 1811.)
- Ponos i predrasude (1813.)
- Mansfield Park (1814.)
- Emma (1815.)
- Opatija Northanger (1818.) nakon smrti
- Pod tuđim utjecajem (1818.) nakon smrti

#### Kraća djela
- Lady Susan
- Watsonovi (nedovršen roman)
- Sanditon (nedovršen roman)

#### Juvenilija
- Tri sestre
- Ljubav i prijateljstvo
- Povijest Engleske
- Catharine, ili odaja
- Lijepa Cassandra

## Jane Austen danas
Djela Jane Austen smatraju se važnim karikama engleskog literarnog kanona. Uče se na sveučilištima i česta su tema mnogih školskih satova i kritika. Roman Razum i osjećaji visoko je cijenjen te ga i danas proučavaju učenici i studenti, prvenstveno zbog prezentiranja društvene strukture i razvoja likova. Svi su autoričini romani i danas rado čitani diljem svijeta, neovisno o akademskim obvezama, iz čistog užitka.
Jedna od kuća gdje je Jane Austen živjela, u okolici Batha, danas je javni muzej.

## Ekranizacije djela
U popularnoj su kulturi Janeini romani doživjeli brojne adaptacije u obliku filmova i televizijskih serija. Roman Ponos i predrasude, doživjevši dosad šest filmskih inačica, najadaptiranije je Austenino djelo. Posljednja filmska adaptacija dotičnog romana napravljena je 2005. s Keirom Knightley, Donaldom Sutherlandom, Matthewom MacFaydenom i Judi Dench u glavnim ulogama. Bollywood je svoju verziju romana na platno prenio 2004. u filmu Pride and Prejudice. Colin Firth je 1995. odglumio lik Darcyja u vrlo popularnoj BBC-jevoj seriji Ponos i predrasude, a likovi filma Dnevnik Bridget Jones iz 2001. inspirirani su spomenutim djelom.
Emma je adaptirana pet puta - 1932. s Marie Dressler i Jeanom Hersholtom, 1972. kao televizijska verzija, 1995. kao teen film Clueless, 1996. s Gwyneth Paltrow i Jeremyjem Northamom u glavnim ulogama, te kao tv-film s Kate Beckinsale.
Roman Razum i osjećaji adaptiran je u četiri filma, uključujući i verziju Anga Leeja iz 1995. s Kate Winslet i Emmom Thompson (dobio Oscara za najbolji adaptirani scenarij). Pod tuđim utjecajem je dvaput adaptiran za televiziju, a nedavno je snimljen i film pod istim imenom. Mansfield Park i Opatija Northanger također su doživjeli filmske adaptacije. Film Jane Austen in Manhattan (1980.) govori o rivalima koji žele snimiti film po Janeinoj drami Sir Charles Grandison', ponovno otkrivenoj 1980. (vidi Bilješke)
Godine 2007. snimljen je film o životu Jane Austen pod nazivom Priča o Jane Austen (Becoming Jane) s mladom američkom glumicom Anne Hathaway u ulozi spisateljice i Škotom Jamesom McAvoyjem u ulozi Thomasa Lefroyja, navodne Janeine ljubavi.